# Aëtius av Antiochia
Aëtius av Antiochia (latin: Aëtius Antiochenus, grekiska: Αέτιος ο Αντιοχεύς), född 313 (?), död 367 i Konstantinopel, kallad "Ateisten" av sina trinitariska motståndare, var grundare av en ariansk kristen rörelse och en viktig talesman för arianismen. Han kom från Syrien.

## Biografi
Aëtius var son till en soldat och växte upp i fattigdom eller slaveri. Han arbetade senare som guldsmed i Antiochia för att stödja sin mor, som blivit änka. Han studerade även filosofi. Efter att hans mor dog fortsatte Aëtius sin handel och utökade sina studier till att omfatta de kristna skrifterna, kristen teologi och medicin.
Efter att ha arbetat som vingårdsarbetare och sedan som guldsmed blev Aëtius resande läkare och visade stor skicklighet i diskussioner som rörde medicinska ämnen, men hans kontroversiella makt fann snart ett större område för dess utövande, i den tidens stora teologiska fråga. Han studerade successivt under arierna, Paulinus, biskop i Antiochia, Athanasius, biskop i Anazarbus och presbytern Antonius av Tarsus. År [50 vigdes han till diakon av Leontius av Antiochia, men tvingades kort därefter lämna staden på grund av trinitariernas tryck. Denna period präglades av hårda teologiska tvister. Vid det första konciliet i Sirmium 347 vann han en dialektisk seger över de homoiousianska biskoparna, Basilius och Eustathius, som till följd av detta sökte röra upp en fiendskap mot honom från kejsaren Constantius Gallus. År 356 for han till Alexandria med Eunomius för att förespråka arianismen, men blev förvisad av Constantius II. Julianus Apostata återkallade honom från exilen, skänkte honom ett gods på Lesbos och behöll honom för en tid vid domstolen i Konstantinopel. Han vigdes till biskop och använde sedan sin stol i arianskt syfte genom att viga andra biskopar till sitt parti. När Valens blev kejsare år 364, avgick han från sin post och drog sig tillbaka till ön Lesbos men återvände snart till Konstantinopel där han dog år 367.
Den anomoeanska sekten, radikalarianerna, för vilken Aëtius var ledare, kallas ibland för aëtianerna. Hans verk De Fide har bevarats i form av ett motargument skrivet av Epiphanius (Haer. lxxvi. 10). Dess huvudtanke är att homoousios, doktrinen att Sonen (den avlade) i grund och botten är Gud, är självmotsägande då idén om "den ofödde" är just vad som utgör Guds natur. Aëtius kopplade sina idéer till de av Arius men klädde dem även i  filosofiska argument och ändrade en del teorier. Att Jesus endast var en skapelse av Gud och inte på något sätt likställd med Gud var en av Aëtius starkaste ståndpunkter.